# Leopold Hörschelmann

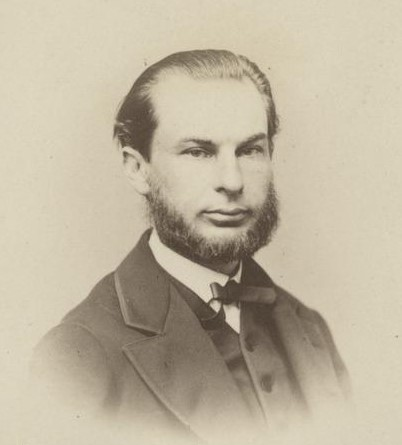
Leopold Hörschelmann

Leopold Hörschelmann, vollständig Magnus Heinrich Ferdinand Leopold Hörschelmann (* 21. Septemberjul. / 3. Oktober 1836greg. in Röthel, Gouvernement Estland; † 14. Januarjul. / 27. Januar 1908greg. in Reval) war ein deutsch-baltischer evangelisch-lutherischer Geistlicher.

## Leben

### Herkunft und Familie
Leopold Hörschelmann stammte aus der deutsch-baltischen Pastorenfamilie Hoerschelmann. Er war ein Sohn des Pastors Alexander Hörschelmann (1801–1871), eines Enkels von Ernst August Wilhelm Hoerschelmann, und dessen Frau Eugenie, geb. Rinne.
Seit 1882 war er verheiratet mit Johanna, geb. Schultz (1858–1932), einer Tochter des Generalsuperintendenten Ernst Wilhelm Woldemar Schultz (1813–1887).

### Werdegang
Nach erstem Unterricht zu Hause besuchte er von 1850 bis 1854 die Ritter- und Domschule zu Reval. Von 1855 bis 1859 studierte er evangelische Theologie an der Kaiserlichen Universität Dorpat. Ab 1855 war er aktiv in der Baltischen Corporation Estonia Dorpat und in ihr Chargierter, Ehrenrichter und Untersuchungsrichter. Ab 1860 war er zunächst, wie damals üblich, als Hauslehrer tätig, 1862/63 machte er eine Auslandsreise. 1862 bestand er das Konsistorial-Examen. Von 1868 bis 1878 wirkte er als Pastor in seinem Heimatort Röthel. Von 1878 bis 1881 gehörte er der Kreisschulkommission für den Kreis Wiek an; ab 1878 war er Assessor des Estländischen Konsistoriums.
1888 wurde er Generalsuperintendent für das Gouvernement Estland, Vizepräsident des Konsistoriums und Oberpastor am Dom zu Reval. 1904 erfolgte seine krankheitsbedingte Emeritierung.

## Auszeichnungen
- 1884 Goldenes Prediger-Brustkreuz